# Николаев, Валерий Павлович
Вале́рий Па́влович Никола́ев (р. 12 сентября 1941, Тула) — российский историк-океанист, окончил исторический факультет МГУ (1965), кандидат исторических наук (с 24.06.1983), заведующий (с 1992) отделом Южнотихоокеанских исследований Института востоковедения РАН.
Занимается изучением истории и современных социально-экономических и политических проблем стран южной части Тихого океана. Автор более 60 научных и научно-популярных статей и монографий. Лектор общества «Знание». Участник XIV Тихоокеанского конгресса (Хабаровск, 1979).

## Семья
Жена — Николаева Ирина Афанасьевна (р. 1947)

Дочь — Екатерина (р.1974)

## Основные работы
- Новое в изучении Австралии и Океании. — М.: Наука, 1972 (сборник статей).
- Австралия и Океания: История, география, культура. — М.: Наука, 1974 (сборник статей).
- Проблемы изучения Австралии и Океании: (История, экономика, этнография). — М.: Наука, 1976 (сборник статей).
- Страны южных морей. История, экономика, этнография, география. — М.: Наука, 1980.
- Океания. Справочник. — М.: «Наука», 2-е изд., 1982, 381 с. (коллективная монография).
- Тихоокеанский регионализм: концепции и реальность. — М., 1983 (стр. 217—224).
- Независимые государства Океании: особенности становления и развития. — М., 1984 (стр. 13—29, 40—46 и 99—111).
- Актуальные проблемы развития Австралии и Океании. — М.: Наука, 1984 (сборник статей).
- Папуа — Новая Гвинея. — Серия «У политической карты мира», № 11. — М.: Знание, 1989. — 64 с.
- Беликов В. И., Николаев В. П. Тонга — последнее королевство в Океании. — Серия «У политической карты мира», № 2. — М.: Знание, 1991 — 64 с. — ISBN 5-07-001883-3 (скачать Архивная копия от 16 августа 2016 на Wayback Machine rar-архив)